# NGC 7136
NGC 7136 – gwiazda podwójna znajdująca się w gwiazdozbiorze Koziorożca. Zaobserwował ją Frank Muller w 1886 roku i skatalogował jako obiekt typu „mgławicowego”.